# Liste von Persönlichkeiten der Stadt Gütersloh
In dieser Liste sind Personen aufgeführt, die in der deutschen Stadt Gütersloh geboren worden sind oder zu dieser Stadt in einer besonderen Beziehung stehen. Die Ehrenbürger sind in der Liste der Ehrenbürger von Gütersloh verzeichnet.

## Söhne und Töchter der Stadt
In Gütersloh geboren wurden:
| Bild | Geburtsjahr | Name                                | Sterbejahr | Beruf                                                                        |
| ---- | ----------- | ----------------------------------- | ---------- | ---------------------------------------------------------------------------- |
|      | 1791        | Carl Bertelsmann                    | 1850       | Drucker und Verleger                                                         |
|      | 1792        | Franz Ludwig Jörgens                | 1842       | evangelischer Prediger und Kirchenlieddichter                                |
|      | 1803        | Friedrich Wilhelm Stohlmann         | 1886       | Arzt, Lokalpolitiker und Meteorologe                                         |
|      | 1818        | Otto Lüning                         | 1868       | Sozialpolitiker, Journalist und Armenarzt                                    |
|      | 1818        | Karl Kuhlo                          | 1909       | Pfarrer der Minden-Ravensberger Erweckungsbewegung und Kirchenliedkomponist  |
|      | 1821        | Carl Zumwinkel                      | 1913       | Arzt                                                                         |
|      | 1833        | Adolph Bermpohl                     | 1887       | Navigationslehrer und Initiator des organisierten Seenotrettungsdienstes     |
|      | 1833        | Friedrich Daniel von Recklinghausen | 1910       | Pathologe                                                                    |
|      | 1836        | Peter Heinrich Brincker             | 1904       | Missionar in Deutsch-Südwestafrika                                           |
|      | 1845        | Johann Hermann Jäger                | 1920       | Fotograf und Buchbinder                                                      |
|      | 1853        | August Hermann Franke               | 1891       | evangelischer Theologe und Kirchenlieddichter                                |
|      | 1861        | Hans Schöttler                      | 1945       | protestantischer Geistlicher                                                 |
|      | 1853        | August Hermann Franke               | 1891       | Theologe und Kirchenlieddichter                                              |
|      | 1862        | Theodor Rumpel                      | 1923       | Chirurg                                                                      |
|      | 1872        | Willy Ruhenstroth                   | 1957       | Unternehmer (Wirus-Werke))                                                   |
|      | 1883        | Heinrich Jacob Feuerborn            | 1979       | Zoologe                                                                      |
|      | 1883        | Ludwig Müller                       | 1945       | Reichsbischof (1933–45)                                                      |
|      | 1883        | Fritz Steinhaus                     | 1937       | Schriftsteller                                                               |
|      | 1885        | Heinrich Mohn                       | 1955       | Verleger                                                                     |
|      | 1886        | Paul Westerfrölke                   | 1975       | Landschaftsmaler und Ornithologe                                             |
|      | 1887        | Otto Feuerborn                      | 1965       | Forstmeister und Landrat                                                     |
|      | 1894        | Burghardt Vossen                    | 1981       | Textilfabrikant                                                              |
|      | 1895        | Paul Schürmann                      | 1941       | Tuberkuloseforscher                                                          |
|      | 1909        | Wilhelm Viertmann                   | 1943       | lutherischer Theologe                                                        |
|      | 1918        | Sigbert Mohn                        | 2002       | Verleger, Stadtrat in Gütersloh                                              |
|      | 1921        | Reinhard Mohn                       | 2009       | Unternehmer                                                                  |
|      | 1923        | Lore Zech                           | 2013       | Humangenetikerin und Hochschullehrerin                                       |
|      | 1925        | Wilhelm Varnholt                    | 1983       | Politiker (SPD)                                                              |
|      | 1925        | Gerhard Boeden                      | 2010       | Präsident des Bundesamtes für Verfassungsschutz (1987–91)                    |
|      | 1926        | Hans Werner Henze                   | 2012       | Komponist                                                                    |
|      | 1926        | Friedrich Deinhardt                 | 1992       | Mikrobiologe und Virologe                                                    |
|      | 1926        | Kurt-Christian Stier                | 2016       | Violinist und Konzertmeister                                                 |
|      | 1929        | Rudolf Miele                        | 2004       | Unternehmer                                                                  |
|      | 1930        | Paul Consbruch                      | 2012       | Weihbischof                                                                  |
|      | 1930        | Klaus Lindemann                     | 2004       | Featureautor, Dramaturg und Regisseur                                        |
|      | 1935        | Werner Gehring                      | 2020       | Unternehmer                                                                  |
|      | 1937        | Axel Hinrich Murken                 |            | Medizin- und Kunsthistoriker                                                 |
|      | 1937        | Georg Michael Gausling              |            | Glaskünstler                                                                 |
|      | 1938        | Wolf Hilbertz                       | 2007       | Architekt, Erfinder und Meereswissenschaftler                                |
|      | 1938        | Horst Tappe                         | 2005       | Fotograf                                                                     |
|      | 1941        | Fritz Gottenströter                 | 2017       | einer der beiden Erstbefahrer des Little Mecatina River in Kanada            |
|      | 1942        | Helmut Heine                        |            | Industriekaufmann und Kulturförderer                                         |
|      | 1943        | Hermann Korfmacher                  |            | Fußballfunktionär                                                            |
|      | 1946        | Günter Eichberg                     |            | Fußballfunktionär                                                            |
|      | 1946        | Holger Bertrand Flöttmann           |            | Neurologe, Psychiater und Psychotherapeut                                    |
|      | 1946        | Rolf Theiß                          |            | einer der beiden Erstbefahrer des Little Mecatina River in Kanada            |
|      | 1949        | Hajo Banzhaf                        | 2009       | Autor und Tarot-Experte                                                      |
|      | 1950        | Hans-Ulrich Henning                 | 2020       | Chorleiter, Sänger und Musikpädagoge                                         |
|      | 1950        | Detlev Peukert                      | 1990       | Historiker                                                                   |
|      | 1951        | Heinrich-Wilhelm Johannsmann        | 2023       | Springreiter                                                                 |
|      | 1951        | Guntram Schneider                   | 2020       | Minister für Arbeit, Integration und Soziales des Landes Nordrhein-Westfalen |
|      | 1952        | Joachim Dzieciol                    | 2024       | Fußballspieler                                                               |
|      | 1952        | Volker Graul                        | 2022       | Fußballspieler                                                               |
|      | 1953        | Joachim Thalmann                    |            | Musikwissenschaftler                                                         |
|      | 1954        | Reinhard Becker                     |            | Grafikdesigner, Verleger und Autor                                           |
|      | 1954        | Elke Kleinau                        |            | Erziehungswissenschaftlerin und Hochschullehrerin                            |
|      | 1954        | Rainer Wend                         |            | Politiker (SPD)                                                              |
|      | 1955        | Heinz-Günter Bongartz               |            | Weihbischof in Hildesheim                                                    |
|      | 1955        | George Kochbeck                     |            | Rock- und Fusionmusiker, Filmkomponist                                       |
|      | 1958        | Monika Heinold                      |            | Politikerin (Bündnis 90/Die Grünen)                                          |
|      | 1958        | Ulrike Kaup                         |            | Pädagogin und Schriftstellerin                                               |
|      | 1959        | Reinhard Zinkann                    |            | Unternehmer (Miele)                                                          |
|      | 1960        | Birgit Lechtermann                  |            | Fernsehmoderatorin                                                           |
|      | 1960        | Silke-Thora Matthies                |            | Pianistin und Hochschulrektorin                                              |
|      | 1960        | Bettina Schmidt-Czaia               |            | Historikerin und Archivarin                                                  |
|      | 1961        | Claudia Bernhard                    |            | Politikerin (Die Linke), MdBB, Gesundheitssenatorin in Bremen                |
|      | 1961        | Reinhard Gramm                      |            | Musiker und Komponist                                                        |
|      | 1961        | Peter Kreutz                        |            | Pianist                                                                      |
|      | 1963        | Claus Grabke                        |            | Skateboarder, Musiker                                                        |
|      | 1963        | Martin Scholz                       |            | Journalist                                                                   |
|      | 1965        | Constanza Droop                     |            | Kinderbuch-Illustratorin (Felix)                                             |
|      | 1965        | Konstantin Graudus                  |            | Schauspieler                                                                 |
|      | 1965        | Martin Kollenberg                   |            | Fußballspieler                                                               |
|      | 1966/67     | Brigitte Büscher                    |            | Journalistin                                                                 |
|      | 1966        | Matthias Bundschuh                  |            | Schauspieler                                                                 |
|      | 1966        | Frank Hoffmann                      |            | Medienmanager                                                                |
|      | 1966        | Michael Esken                       |            | Bürgermeister in Verl                                                        |
|      | 1967        | Sven Authorsen                      |            | Eiskunstläufer                                                               |
|      | 1967        | Hendrik Thoma                       |            | Sommelier und Autor                                                          |
|      | 1968        | Markus Miele                        |            | Unternehmer                                                                  |
|      | 1968        | Andreas Mohn                        |            | Autor und Stifter                                                            |
|      | 1968        | Uwe Westermann                      |            | Fußballspieler                                                               |
|      | 1969        | Oliver Piper                        |            | Schauspieler                                                                 |
|      | 1970        | Ole Schäfer                         | 2024       | Grafikdesigner, Schriftentwerfer                                             |
|      | 1970        | Jörg Sundermeier                    |            | Verleger                                                                     |
|      | 1971        | Sascha Demand                       |            | Musiker                                                                      |
|      | 1971        | Thilo Gosejohann                    |            | Regisseur                                                                    |
|      | 1974        | Felix Vossen                        |            | Filmproduzent, verurteilt wegen Anlagebetrugs                                |
|      | 1975        | Diana Amft                          |            | Schauspielerin                                                               |
|      | 1975        | Michael Goehre                      |            | Buchautor, Musiker und Poetry-Slammer                                        |
|      | 1976        | Thorsten Drücker                    |            | Klassischer Gitarrist und Komponist                                          |
|      | 1976        | Simon Gosejohann                    |            | Schauspieler, Moderator und Comedian                                         |
|      | 1976        | Marco Hagemann                      |            | Sportkommentator                                                             |
|      | 1976        | Sandra S. Leonhard                  |            | Schauspielerin                                                               |
|      | 1978        | Nicole Diekmann                     |            | Journalistin                                                                 |
|      | 1979        | Dennis Koeckstadt                   |            | Pianist                                                                      |
|      | 1979        | Alice Weidel                        |            | Unternehmensberaterin und Politikerin (AfD)                                  |
|      | 1980        | Christina Kampmann                  |            | Politikerin (SPD)                                                            |
|      | 1981        | Thorsten Stuckmann                  |            | Fußballspieler                                                               |
|      | 1981        | Laas Unltd.                         |            | Rapper                                                                       |
|      | 1988        | Anna-Maria Zimmermann               |            | Sängerin                                                                     |
|      | 1988        | MaKss Damage                        |            | Rapper und Neo-Nazi                                                          |
|      | 1990        | Maximilian Oesterhelweg             |            | Fußballspieler                                                               |
|      | 1994        | Annabel Jäger                       |            | Fußballspielerin                                                             |
|      | 1994        | Patrick Mainka                      |            | Fußballspieler                                                               |
|      | 1996        | Patrick Choroba                     |            | Fußballspieler                                                               |
|      | 1996        | Davud Tuma                          |            | Fußballspieler                                                               |
|      | 1998        | Anton Heinz                         |            | Fußballspieler                                                               |
|      | 2000        | Phil Beckhoff                       |            | Fußballspieler                                                               |
|      | 2000        | Lukas Demming                       |            | Fußballspieler                                                               |
|      | 2000        | Joey Müller                         |            | Fußballspieler                                                               |
|      | 2000        | Vivien Sczesny                      |            | Schauspielerin                                                               |

## Weitere Persönlichkeiten
Keine gebürtigen Gütersloher, die aber in der Stadt lebten, wirken oder gewirkt haben, sind:
| Geburtsjahr | Name                                | Sterbejahr | Beruf                                                                   | Bezug zu Gütersloh                                                                               |
| ----------- | ----------------------------------- | ---------- | ----------------------------------------------------------------------- | ------------------------------------------------------------------------------------------------ |
| 1941        | Erhard Ahmann                       | 2005       | Fußballspieler                                                          | lebte in Gütersloh                                                                               |
| 1900        | Heinz Beck                          | 1981       | Maler                                                                   | lebte in Gütersloh                                                                               |
| 1970        | Oliver Beerhenke                    |            | Comedian                                                                | lebt in Gütersloh                                                                                |
| 1949        | Klaus Brandner                      |            | MdB, Mitglied im Vorstand der SPD-Fraktion im Deutschen Bundestag       | 1998 bis 2007 1. Bevollmächtigter der IG Metall Gütersloh                                        |
| 1981        | Wibke Brems                         |            | MdL                                                                     | lebt in Gütersloh                                                                                |
| 1912        | Matthias Büchel                     | 1999       | Sänger und Dirigent                                                     | war Leiter des Städtischen Musikvereins Gütersloh und Städtischer Musikdirektor                  |
| 1982        | Guerino Capretti                    |            | Fußballspieler und -trainer                                             | lebte in Gütersloh                                                                               |
| 1984        | Josef Çınar                         |            | Fußballspieler                                                          | in Gütersloh aufgewachsen                                                                        |
| 1993        | Gabriel Francisco de Oliveira Costa |            | Futsal- und Fußballspieler                                              | in Gütersloh aufgewachsen                                                                        |
| 1933        | Klaus Dörner                        | 2022       | Psychiater                                                              | war Ärztlicher Leiter der Westfälischen Klinik                                                   |
| 1912        | Martin Eichler                      | 1992       | Mathematiker                                                            | war 1923–30 Internatsschüler in Gütersloh                                                        |
| 1807        | Friedrich Hermann Eickhoff          | 1886       | Lehrer und Organist                                                     | lebte ab 1829 in Gütersloh                                                                       |
| 1988        | Stephanie Goddard                   |            | Fußballspielerin                                                        | in Gütersloh aufgewachsen                                                                        |
| 1941        | Horst Gräfer                        | 2022       | Professor für Betriebswirtschaftslehre in Paderborn                     | lebte in Gütersloh                                                                               |
| 1805        | Friedrich David Groneweg            | 1886       | Politiker                                                               | war Stadtverordnetenvorsteher                                                                    |
| 1984        | Lena Hackmann                       |            | Fußballspielerin                                                        | lebte in Gütersloh                                                                               |
| 1909        | Wilhelm Hahn                        | 1996       | evangelischer Theologe und Kultusminister von Baden-Württemberg         | war Schüler des Evangelisch Stiftischen Gymnasiums                                               |
| 1902        | Martin Harlinghausen                | 1986       | Offizier, Mitglied der Legion Condor, Generalleutnant der Luftwaffe     | starb in Gütersloh                                                                               |
| 1986        | Pascal Houdus                       |            | Schauspieler                                                            | wuchs in Gütersloh auf                                                                           |
| 1926        | Carl Theodor Hütterott              | 2023       | Komponist                                                               | war Musiklehrer am ESG in Gütersloh, komponierte u. a. zwei Gütersloh-Musicals                   |
| 1939        | Jürgen Jentsch                      |            | Politiker                                                               | war von 1975 bis 2004 Mitglied im Rat der Stadt, von 1985 bis 2005 Mitglied des Landtages NRW    |
| 1905        | Karl John                           | 1977       | Schauspieler                                                            | starb in Gütersloh                                                                               |
| 1959        | Rolf Kalb                           |            | Sportjournalist                                                         | lebt in Gütersloh                                                                                |
| 1846        | Jan Karafiát                        | 1929       | Pfarrer und Schriftsteller                                              | war Schüler des Evangelisch Stiftischen Gymnasiums                                               |
| 1925        | Manfred Köhnlechner                 | 2002       | Manager und Heilpraktiker                                               | war Generalbevollmächtigter des Bertelsmann-Konzerns (1957 bis 1970)                             |
| 1984        | Thiemo Kraas                        |            | Komponist und Dirigent                                                  | lebt in Gütersloh, Leiter des Jugendmusikkorps Avenwedde                                         |
| 1931        | Hermann Kreutz                      | 2021       | Kirchenmusiker                                                          | in Gütersloh 1956–90, Kirchenmusikdirektor, Leiter des Bachchors                                 |
| 1856        | Johannes Kuhlo                      | 1941       | „Posaunenchor-Pionier“                                                  | initiierte den Gymnasial-Posaunenchor Gütersloh                                                  |
| 1918        | Dieter Mauritz                      | 1988       | Tischtennisspieler und -funktionär                                      | arbeitete als Rechtsanwalt in Gütersloh                                                          |
| 1890        | Artur Mahraun                       | 1950       | „Hochmeister“ des Jungdeutschen Ordens                                  | lebte und starb in Gütersloh                                                                     |
| 1835        | August Meyer                        | 1908       | Mediziner                                                               | eröffnete 1863 eine Praxis in Gütersloh                                                          |
| 1953        | Thomas Middelhoff                   |            | Manager                                                                 | von 1986 bis 2002 bei Bertelsmann                                                                |
| 1869        | Carl Miele                          | 1938       | Unternehmer                                                             | Firmengründer von Miele, verlagerte das Unternehmen nach Gütersloh                               |
| 1941        | Liz Mohn                            |            | Unternehmerin                                                           | lebt in Gütersloh                                                                                |
| 1934        | Hans-Dieter Musch                   |            | Journalist und Autor                                                    | Gütersloher Chronist, Erfinder des „Gütersloher Fuhrmanns“ und des „Gütersloher Schinkenmarkts“  |
| 1955        | Walter Oswald                       |            | Fußballspieler                                                          | in Gütersloh aufgewachsen                                                                        |
| 1871        | Gottlieb Redecker                   | 1945       | Bauingenieur                                                            | starb in Gütersloh                                                                               |
| 1888        | Gerhard Ritter                      | 1967       | Historiker                                                              | besuchte das Evangelisch Stiftische Gymnasium                                                    |
| 1970        | Uwe Rosenberg                       |            | Spieleautor                                                             | lebt seit Januar 2006 in Gütersloh                                                               |
| 1965        | Stephan Rürup                       |            | Cartoonist                                                              | machte 1985 sein Abitur am ESG, leistete Zivildienst im Hermann-Geibel-Haus                      |
| 1859        | August Schätzlein                   | 1930       | Lehrer, Heimatforscher                                                  | leitete die katholische Bürgerschule in Gütersloh                                                |
| 1924        | Hans Richard Schittny               | 2009       | Apotheker, Autor                                                        | lebte in Gütersloh                                                                               |
| 1944        | Bernhard Siefert                    | 2017       | Fußballspieler                                                          | lebte und starb in Gütersloh                                                                     |
| 1867        | Hermann Simon                       | 1947       | Psychiater                                                              | leitete die Provinzial-Heil- und Pflegeanstalt in Gütersloh                                      |
| 1952        | Lena Strothmann                     |            | MdB und Präsidentin der Handwerkskammer Ostwestfalen-Lippe zu Bielefeld | betreibt ein Modeatelier in Gütersloh-Isselhorst (Kleegräfe und Strothmann "Die Couturiers").    |
| 1947        | Karin Struck                        | 2006       | Schriftstellerin                                                        | lebte einige Jahre in Gütersloh                                                                  |
| 1942        | Gunter Thielen                      |            | Manager                                                                 | Vorsitzender des Vorstands der Bertelsmann-Stiftung                                              |
| 1796        | Johann H. Volkening                 | 1877       | Theologe                                                                | wirkte von 1827 bis 1838 als Pfarrer in Gütersloh                                                |
| 1966        | Oliver Welke                        |            | Comedian                                                                | machte 1985 sein Abitur am ESG und arbeitete von 1987 bis 1994 beim Westfalen-Blatt in Gütersloh |
| 1901        | Otto Winkelsträter                  | 1955       | Maler                                                                   | lebte und wirkte zwischen 1934 und 1946 in Gütersloh                                             |
| 1914        | Walter Th. Winkler                  | 1984       | Psychiater                                                              | leitete in den 1960er Jahren das Landeskrankenhaus Gütersloh                                     |
| 1902        | Woldemar Winkler                    | 2004       | Maler und Bildhauer                                                     | lebte mehrere Jahrzehnte in Niehorst                                                             |
| 1938        | Mark Wössner                        |            | Manager                                                                 | von 1968 bis 2000 bei Bertelsmann                                                                |